# Oxynops monochroma
Oxynops monochroma là một loài ruồi trong họ Tachinidae.